# 大森陽一
大森 陽一（おおもり よういち、1944年1月4日 - ）は、日本の特許庁技官。特許技監や、知的財産研究所専務理事、知的財産研究教育財団理事長を務めた。

## 人物・経歴
長野県上伊那郡藤沢村（現伊那市）生まれ。神奈川県立希望ヶ丘高等学校を経て、埼玉大学理工学部卒業。特許庁に入庁し、特許技監や、一般社団法人知的財産研究所専務理事、一般財団法人知的財産研究教育財団理事長（代表理事）等を歴任した。2015年春の叙勲で瑞宝中綬章受章。

## 著書
- 『日米知的財産権戦争』集英社 1992年
- 『知財立国の発展へ : 竹田稔先生傘寿記念』（中山信弘, 塚原朋一, 石田正泰, 片山英二と共編）発明推進協会 2013年